# Klövensteen

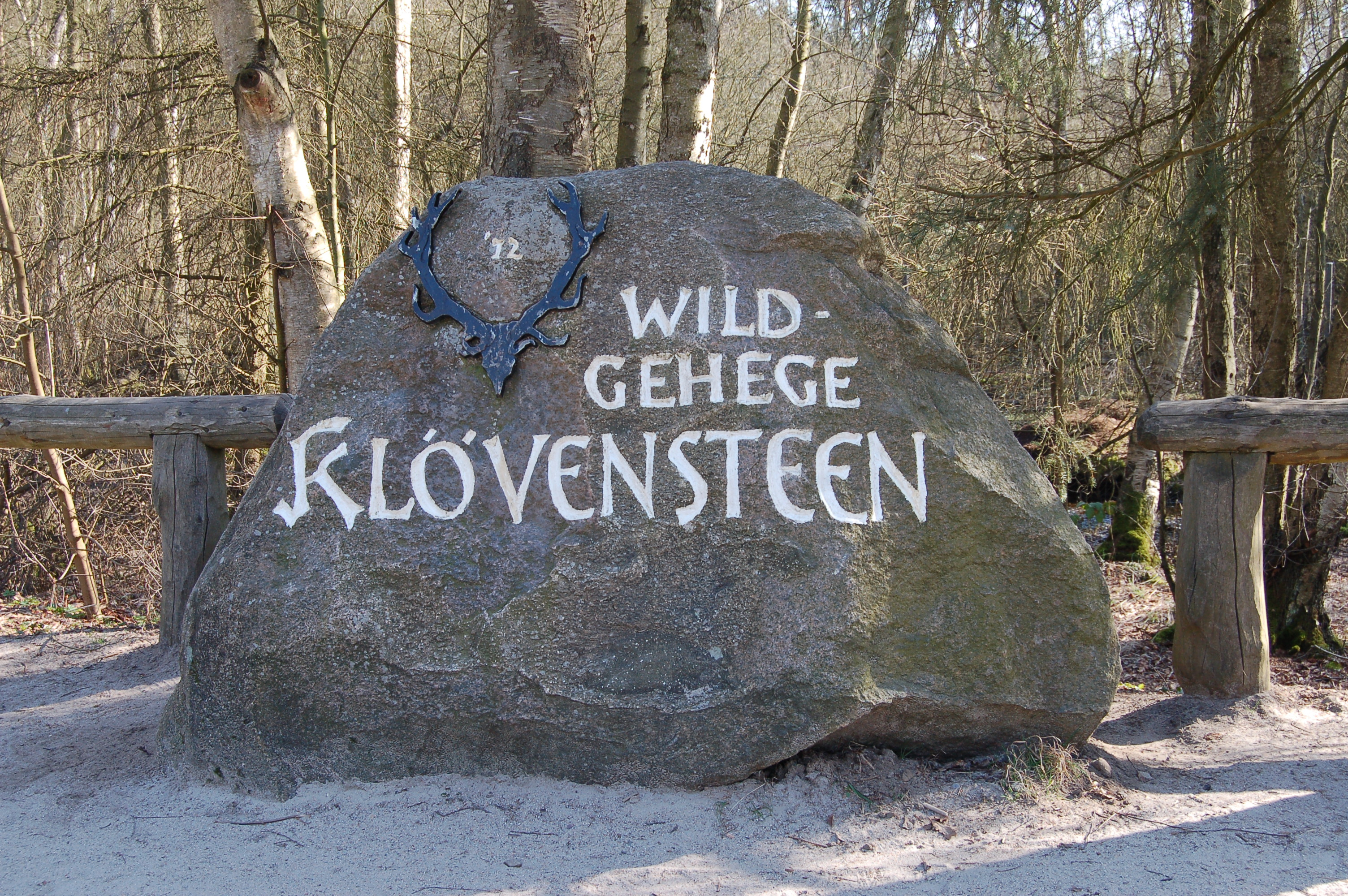
Klövensteen: ingang wildpark

Het Klövensteen is een bosgebied aan de westelijk grens van Hamburg, dat als landschap is beschermd. 
Het is 513 ha groot, gespreid over de Hamburgse stadsdelen Rissen en Hamburg-Sülldorf, en stukjes van de aanpalende gemeenten in Sleeswijk-Holstein.
Oorspronkelijk was het een deel van een 100 km lange landduinenrug. Vanaf 1793 en verder in de 19e eeuw werd het toenmalig akker- en heidelandschap bebost. Het werd een gemengd naald- en loofbos, afgewisseld met boomgaarden. In het zuidwesten ligt het natuurreservaat Schnakenmoor. Aan de zuidrand stroomt de Wedeler Au.
Het Klövensteen heeft ook een recreatieve functie: er zijn talrijke wandel- en ruiterpaden, er is een wildpark, een speelterrein en een ponyboerderij met restaurant.